# Eumerus arkitensis
Eumerus arkitensis är en tvåvingeart som beskrevs av Peck 1969. Eumerus arkitensis ingår i släktet månblomflugor, och familjen blomflugor. Inga underarter finns listade i Catalogue of Life.